# Christian Vater (Mediziner)

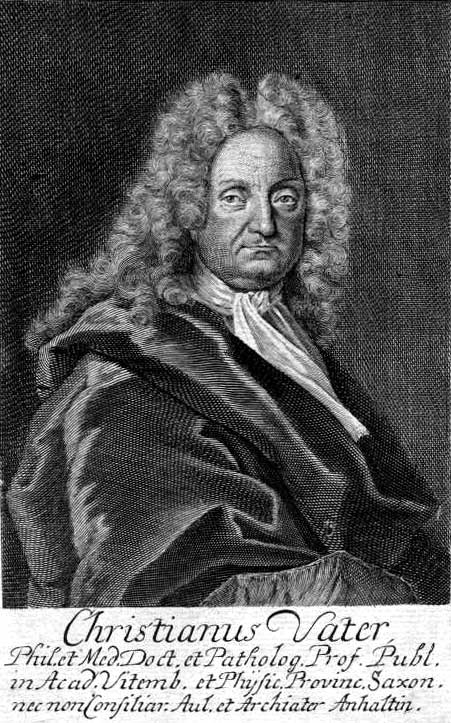
Christian Vater

Christian Vater (* 16. November 1651 in Jüterbog; † 6. Oktober 1732 in Wittenberg) war ein deutscher Mediziner.

## Leben
Vater wurde als Sohn des Bäckers Albrecht Vater und dessen Frau Maria († 30. März 1688 in Wittenberg) geboren. Da man bei ihm in frühster Kindheit eine besondere Auffassungsgabe feststellte, wurde er 1670 auf die Schule in Torgau geschickt. 1672 besuchte er das Gymnasium Augusteum in Weißenfels, wo er von D. Christian Lujan für die Medizin, Botanik und Chemie begeistert wurde und sich das Rüstzeug erwarb, ein Studium absolvieren zu können. Am 9. Mai 1674 begab er sich an die Universität Wittenberg, wo er sich zunächst durch ein Studium der Philosophischen Wissenschaften die Grundlagen aneignete, weiterführende Forschungen zu betreiben.
Nachdem er 14. Oktober 1675 den akademischen Grad eines Magisters der Philosophie mit den Disputationen de Principio salino, de Principio sulphureo und de vita hominis in utero erworben hatte, beschäftigte er sich eingehender mit der Medizin. Dazu hatte er die Disputation Convulsionibus, de Facultate naturali verfasst und erwarb mit der Disputation de Melancholia 1697 den Grad eines Lizentiaten der Medizin und promovierte am 8. November 1681 zum Doktor der Medizin. Nachdem er sich in Wittenberg als Arzt niedergelassen hatte, wurde es ihm 1682 an der Wittenberger Hochschule gestattet, öffentlich zu disputieren. Er wurde 1686 Landphysikus, erhielt 1690 eine außerordentliche und am 13. März 1692 die dritte ordentliche Professur der Medizin. 1695 stieg er in die zweite ordentliche Professur auf, die er bis zu seinem Tode ausübte.
Vater war auch Leibarzt beim Fürsten von Anhalt-Zerbst und unter dem Namen „Nicomachus“ Mitglied der Leopoldinischen Carolinischen Akademie der Naturforscher. Seine Arbeiten bestehen zum größten Teil aus 87 kleinen akademischen Gelegenheitsschriften, Programmen und Dissertationen.

## Genealogie
Vater heiratete am 8. November 1681 Regina Dorothea, die Tochter des Johann Deutschmann. Aus dieser Ehe sind die Kinder Abraham Vater, Johanna Regina Vater (* 22. Juli 1688), Christina Sophia (* 2. Dezember 1690), Johann Christian Vater I. (* 27. August 1692), Johann Christian Vater II (* 17. November 1698), Christiana Sophia Vater (* 27. September 1697) und Christina Elisabeth Vater (* 4. April 1699) bekannt.

## Werkauswahl
- Dissertatio Medica Inauguralis De Affectu Hypochondriaco. (Resp. Paul Dreiss) Kreusig, Wittenberg o. J. (Digitalisat)
- Exercitationem medicam de hemiplegia. (Resp. Balthasar Meno Henneken) Schroedter, Wittenberg 1700. (Digitalisat)
- Dissertationem inauguralem de catarrhis, sive morbis ex seri sanguinis motu & decubitu p. n. ortis. (Resp. David Praetorius) Fincel, Wittenberg 1701. (Digitalisat)
- De Vitae Humanae Prorogatione. (Resp. Georg Cornelius Schmiedel) Meyer, Wittenberg 1704. (Digitalisat)
- Physiologia experimentalis, in usum academicae iuventutis plurimis quaestionibus curiosis illustrata et experimentis mechanicis, chimicis, anatomicis, aliisque confirmata. Zimmermann, Wittenberg, 1701, 1712. (Digitalisat der Ausg. 1712)
- Institutiones Medicae. In Gratiam Et Usum Studiosae Iuventutis Succinctis Aphorismis Comprehensae Et Experimentis Hodiernis Physicis Mechanicis, Anatomicis. Koberstein, Wittenberg 1722. (Digitalisat)
- Physica experimentalis systematica in vsum studiosae iuuentutis adornata multis quaestionibus curiosis illustrata et experimentis mechanicis, chemicis, anatomicis aliisque confirmata. 4. Ausg. Schwarz, Wittenberg 1734. (Digitalisat)